# Finnische Heraldik
Die finnische Heraldik reiht sich  in die der nordischen Länder, wie Dänemark, Norwegen und Schweden ein. So führt Finnland, genau wie diese Staaten, in seiner Landesflagge, das einfache skandinavische Kreuz als gleiche Grundform. Die  verschiedenen  länderspezifischen Farbgebungen bildet den Unterschied. So ist es auch in den Wappen. Gleiche oder ähnliche Wappenfiguren zeigen über Jahrhunderte die ähnliche  Entwicklung der Wappen. Die Unterschiede der nordischen Wappen untereinander und zur gesamten europäischen Heraldik sind nicht wesentlich, eher spartanisch.
Finnland war bis 1809  Teil des Schwedischen Reiches. Folglich verlief die finnische Heraldik ohne wesentliche Abweichungen nach schwedischem Muster. Die  Städtewappen, Bürgerwappen und auch die Adelswappen gleichen denen von Schweden. Im 17. Jahrhundert lassen sich die ersten Stadtwappen nachweisen.  Es sind keine typischen finnischen Eigenheiten in den Wappen zu erkennen. Der spätere russische Einfluss ab 1809 bis zur Eigenständigkeit 1917 hat nur geringe Spuren hinterlassen. 
Erst die neuere Zeit hat einen eigenen Wappencharakter vor allem bei neuen Gemeindewappen hervorgebracht. So sind die heraldische Tinkturen auffallend auf Schwarz und Blau und von den Metallen Gold und Silber beschränkt. Einfache Bildelemente, wie Jagdwaffen und Pflanzen der Region prägen viele Wappen. Die Auswahl an Wappentieren  reduziert sich auf Elch,  Ren und Geweih, Fisch, Bär, Robbe und  Schneehuhn. Adler findet man nur schwer. Ebenso sind die religiösen Wappenfiguren selten. Hervorzuheben ist die markante, einfache und streng grafische Stilisierung. Der Tannenschnitt und das Tannenkreuz ist beispielsweise eine typische finnische Art des Wappenschnittes. 